# Vor Hausfreunden wird gewarnt
Vor Hausfreunden wird gewarnt ist eine britische Filmkomödie aus dem Jahr 1960, ein Technicolor-Film in Technirama, ursprünglich im Universal Filmverleih. Das Drehbuch verfasste das britische Ehepaar Hugh Williams und Margaret Vyner nach ihrer Bühnenkomödie Das Gras ist grüner (The Grass Is Greener).

## Handlung
Graf Victor Rhyall und seine Gattin Hilary sind seit 12 Jahren verheiratet. Sie wohnen auf Schloss Lynley Hall, das sie wegen finanzieller Schwierigkeiten zur öffentlichen Besichtigung freigegeben haben. Die Privaträume sind davon ausgenommen. Dennoch dringt der amerikanische Ölmillionär Charles Delacro in Hilarys Zimmer ein. Es gelingt ihr nicht, den ungebetenen Gast wieder zum Gehen zu bewegen. Er verwickelt sie in einen amüsanten Flirt, der damit endet, dass er sie küsst.
Als Victor unmittelbar danach den Raum betritt, bemerkt er sofort, dass sich etwas abgespielt haben muss. Ganz Gentleman, übergeht er die peinliche Situation. Er lädt den Gast sogar zum Tee ein. Die aufgewühlte Hilary hingegen beschwört diesen, sofort abzureisen. Charles fügt sich, nicht jedoch, ohne Hilary zu sich nach London eingeladen zu haben.
Nach anfänglichem Zögern entschließt sich Hilary, nach London zu fahren – vermeintlich nur zu einem frühen Termin bei ihrem Stammfriseur, und um bei ihrer Freundin Hattie zu übernachten. Charles indes macht Hilarys Friseur ausfindig und wartet dort auf sie. So viel Aufmerksamkeit hat Hilary nichts mehr entgegenzusetzen. Sie gibt sich ihm hin und bleibt länger als vorgesehen in London. Hattie bekommt die amourösen Fehltritte ihrer Freundin mit. Sie war früher ihrerseits hinter Victor her und sieht ihre Zeit gekommen, die alte Beziehung aufzufrischen. Also besucht sie ihn und erzählt ihm die Ereignisse.
Als Victor hört, dass der amerikanische Millionär seiner Frau den langersehnten Nerzmantel geschenkt hat, beschließt er, um sie zu kämpfen. Er ruft Charles an und lädt ihn zu sich aufs Schloss ein. Er spielt dabei den Unwissenden und bittet ihn, ob er auch Hilary mitbringen könne, die sich zurzeit ebenfalls in London aufhalte. Charles nimmt die Einladung an und bringt Hilary mit.
Bei gepflegter Konversation, gespickt mit Doppeldeutigkeiten, wird die Atmosphäre zwischen den beiden Männern immer angespannter, bis der Lord seinen Rivalen schließlich zu einem Pistolenduell fordert. Charles schießt daneben, aber Victor wird trotzdem – dank eines getarnten Hüftschusses seines Butlers – am Arm verletzt. Die fingierte blutige Tragödie findet ein gutes Ende: Hilary erkennt, dass sie ihren Mann doch noch liebt – und Hattie angelt sich Charles.

## Hintergründe
Robert Mitchum sagte über seine Rolle in Vor Hausfreunden wird gewarnt:
„Immerhin muss ich mir keinen Bart wachsen lassen, vom Pferd fallen oder einen Kerl auf meinem Buckel herumtragen. Ich habe nicht viel zu sagen, was ein Glück ist, weil ich mich nicht einmal an das bisschen, was ich sagen muss, erinnern kann. Ich habe eine Assistentin am Rande des Sets, die mir sagt, wann ich ‘Warum’ oder ‘Ach wirklich’ antworten muss, wenn Cary Grant mit seiner Rede fertig ist.“ (zit. nach Michael Althen: Robert Mitchum, Heyne Filmbibliothek Nr. 10100)
Ein wiederkehrendes Thema in den Dialogen sind die Unterschiede zwischen amerikanischem und britischem Englisch. Mitchums Figur sagt dazu: „Manchmal bin ich überzeugt, dass die größte Barriere zwischen unseren Ländern das Band einer gemeinsamen Sprache ist.“ (IMDb) Dieser Aphorismus wurde schon früher George Bernard Shaw zugeschrieben.
Gedreht wurde der Film teilweise auf dem englischen Landsitz Osterley Park in der Nähe von London.
Die humorvolle Titelsequenz, in der auf einer Wiese spielende Babys Schauspieler und Crew „darstellen“, wurde von Maurice Binder entworfen. Dieser machte dadurch die Produzenten Albert R. Broccoli und Harry Saltzman auf sich aufmerksam. Sie engagierten ihn für James Bond – 007 jagt Dr. No, für den er unter anderem die weltberühmte Pistolenlauf-Sequenz entwarf. Von Feuerball bis Lizenz zum Töten entwarf Binder alle Titelsequenzen der James-Bond-Filme.

## Kritiken
Penelope Gilliatt von der britischen Tageszeitung The Observer fand, der Theaterstoff habe in der Adaption zum Spielfilm nichts an Qualität eingebüßt. Über die Darstellerin der Hattie schreibt sie: „Jean Simmons als freche Freundin der Gräfin, die in drei Ladungen Dior-Kleidern hinreißend hübsch aussieht, krabbelt mit pinkfarbenem Gin in der Hand verrucht über die Sofalehnen und offenbart ein hochclowneskes Talent, indem sie einmal ein improvisiertes „Ugh“ einwirft, das den Kern des Films trifft.“
Variety urteilte: „Das uninspirierte Drehbuch hat in Grant seinen stärksten Verbündeten, dessen härteste komödiantische Konkurrenz nicht von seinen drei Mitspielern, sondern von Moray Watson, dem Butler, ausgeht. Es gibt einige überzeugende Aufnahmen der englischen Landschaft, und die Einbindung einiger denkwürdiger Melodien von Noël Coward gibt der Sache Auftrieb.“
Für Time Out standen in diesem Film „alle wie Schaufensterpuppen in den Geschäften der Bond Street herum. Dior und Hardy Amies sind die wahren Stars.“
Eine bessere Meinung hatte der Evangelische Film-Beobachter: „Ehebruch und Rückkehr einer Frau werden ordentlich in Szene gesetzt. Trotz einiger Schönheitsfehler als gehobene Unterhaltung ab 18 möglich.“ Auch das katholische Pendant, der deutsche Filmdienst fand lobende Worte: „Eine lockere Dialog-Komödie aus dem Milieu hochfeudaler Landaristokratie, charmant serviert und elegant gespielt. Der beste Witz findet sich in den Nebensächlichkeiten, die dem Film Würze und Skurrilität verleihen.“